# Armstrong Siddeley Special
Der Armstrong Siddeley Special ist ein Oberklasse-Pkw, den der britische Hersteller Armstrong Siddeley von 1932 bis 1937 als Nachfolger des 30 hp fertigte.
Der Special war als Tourenwagen, Limousine oder Pullman-Limousine erhältlich. Alle Aufbauten hatten vier Türen. Alle vier Räder hingen an Starrachsen. Die Vorderachse war an halbelliptischen Längsblattfedern aufgehängt, die Hinterachse ebenfalls. Letzteres war eine Neuerung, da die Hinterachse des Vorgängers noch eine Cantileverfederung besaß.
Der Motor war, wie beim Vorgänger, ein obengesteuerter Sechszylinder-Reihenmotor mit 4960 cm³ Hubraum (Bohrung × Hub = 88,9 mm × 133,4 mm). Der 5,2:1 verdichtete Motor hatte zwei SU-Vergaser und leistete 124 bhp (91 kW) bei 3200/min. Der Motorblock war aus Hiduminium, einer speziellen Aluminiumlegierung, gegossen. Über ein manuelles Vierganggetriebe und eine Kardanwelle wurden die Hinterräder angetrieben. Die Höchstgeschwindigkeit des Wagens wird mit 140 km/h angegeben.
Bis 1937 entstanden nur 253 Exemplare des Special. Dann wurde die Fertigung des großen Wagens ohne Nachfolger eingestellt.

## Weblinks

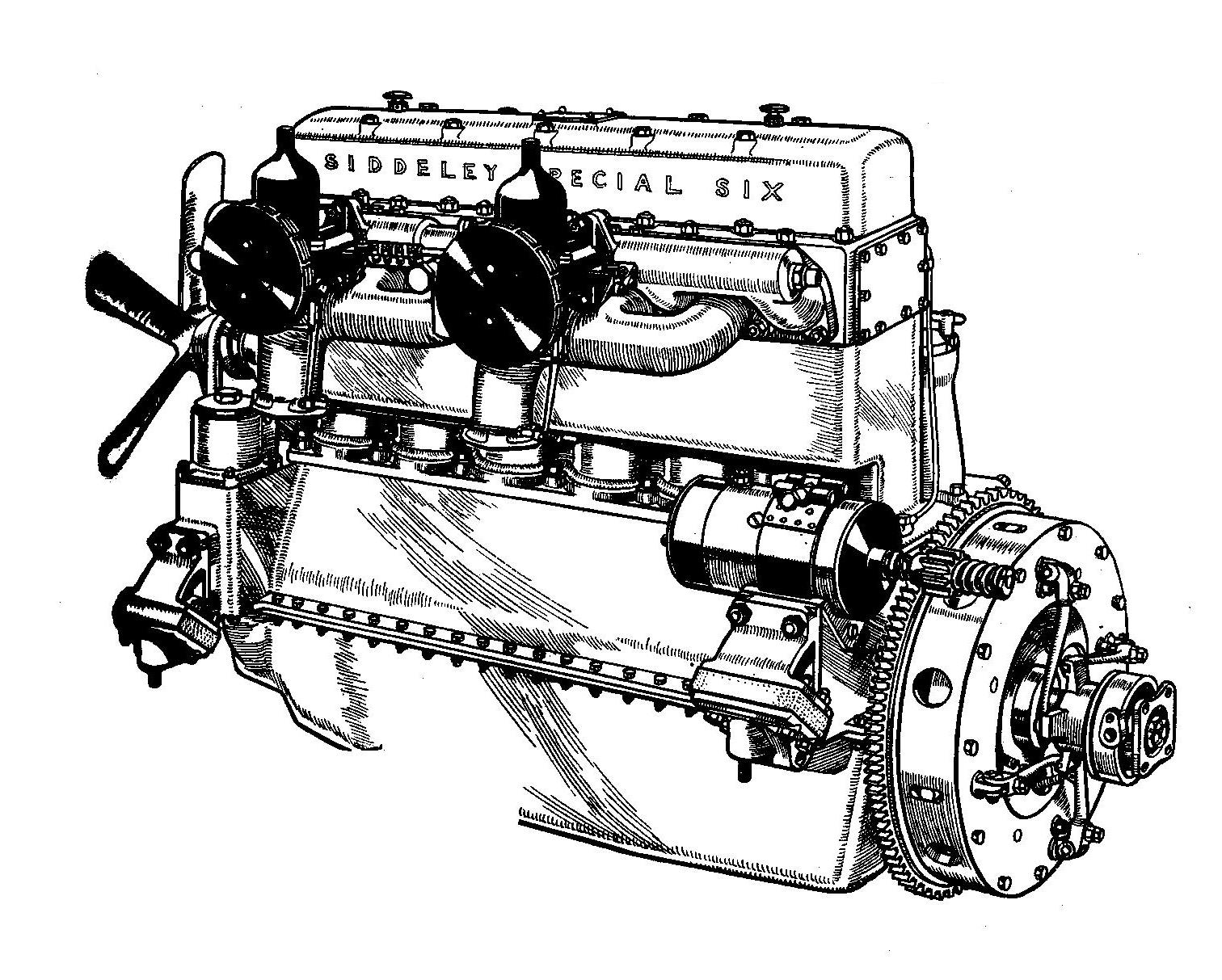
Motor des Armstrong Siddeley Special (1935). Er war aus der Aluminium-Legierung Hiduminium gefertigt.